# 吊扇

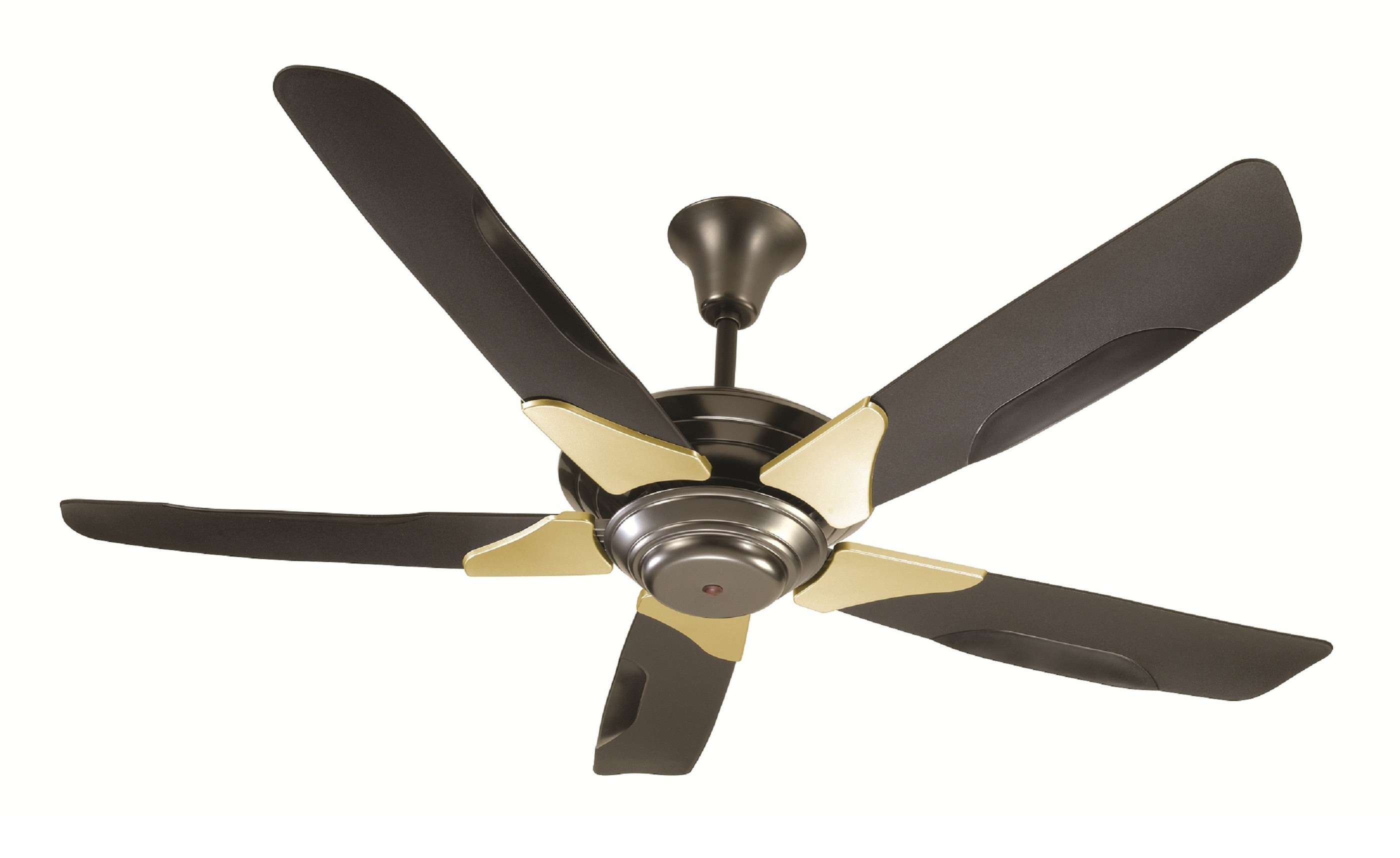
现代吊扇

吊扇（英語：Ceiling fan）是一種安裝於天花板的機械風扇，以電為能源驅動葉扇旋轉，觸使空氣加速流通，主要用於空氣循環達到清涼解暑功用。
吊扇馬達的轉速較低於桌上型電扇或立式電扇，但扭力較大。它本身不能像冷氣機能直接降低溫度也因此不需要太多的耗電量，然而冷氣機配合吊扇循環正轉（冷空氣下降）能有效快速降低室內溫度，相對的；暖氣機配合吊扇循環反轉（熱空氣上升）能有效提升室內溫度，大量減少空調電費15%~40%。
安裝吊扇時，必需注意該空間的電燈是否都在吊扇葉片平面以下，這樣葉片的陰影才會投射在天花板，葉片旋轉時不會造成頭暈及視力傷害。另外安裝吊扇，天花同地面距離不能太接近，樓底必需要很高。

## 歷史
最早的吊扇大約出現在1860年代至1870年代的美國。當時它們並不是以電動馬達來驅動，而是使用燃燒水的蒸汽機，透過皮帶及輪軸系統，驅動兩個葉片的風扇。這種系統可以同時帶動多個風扇單元，因此開始流行於商店、餐館和辦公室。一些這種系統依然存留在今日，可以在美國南部的某些地區看到，而那裡也正是它們最初被證明為可用的地方。
電動吊扇是1882年由菲利浦·迪爾所發明。他曾設計第一部勝家電動縫紉機所用的馬達，並於1882年將它改裝以用於天花板上的風扇。
1980年後吊扇的設計還維持在維多利亞時期的設計風格，1986年，雷澤克（Rezek）創造了第一台當代吊扇Stratos，“它引入了更加現代，流線型的美學”

## 常見規格
- 馬達: AC交流馬達、BLDC直流無刷馬達
- 尺寸: 25"、30"、36"、42"、52"、54"、60"
- 材質: 實木、合板、塑膠(ABS)、鐵合金、鋁合金
- 葉片: 2葉（多數為造型扇）、3葉（多數為鐵質與木質工業扇）、5葉（最普遍葉片數）、6至10葉或以上（多數為大型工業扇）

## 常見款式
依馬達構造不同，吊扇可以分為AC、DC兩種類別，其外觀也會有所差異，最明顯為上蓋/殼。
- DC直流款（上蓋／殼較大）：DC直流款設計結構與成本考量關係，多數皆為高端／設計產品。特點是省電、靜音。
- AC交流款（上蓋／殼較小）：AC交流款為最普及構造簡單，多數皆為低端／平民／大眾產品。特點是價格便宜，但有電流聲。

依材質不同，吊扇可以分為木質、塑質、鐵質三大類別，其外觀也會有所差異，最明顯為葉片材質。
- 木質款：木質款主原料為木頭切割，多數皆為傳統式家庭產品。特點是外型較復古、傳統式，受多數人喜愛。
- 塑質款：塑質款主原料為塑膠射出，多數皆為造型怪異性產品。特點是外型較前衛，但耐用度較低（塑質平均壽命3-5年有可能變質），受多數特色商店、重視個人風格者喜愛。
- 鐵質款：鐵質款主原料為鐵材壓模，多數皆為工業扇簡易產品。特點是外型較簡易、鐵質壽命久，受多數政府單位、學校、餐廳等場所喜愛。